# زبوینا
زبوینا (به لهستانی:  Zbójna) یک روستا در لهستان است که در گمینا زبوینا واقع شده‌است.